# Bulldog Shale
De Bulldog Shale is een geologische formatie in het Eromanga Basin van centraal en noord Australië. 
De Bulldog Shale heeft een maximale dikte van 340 meter en is samengesteld uit fossielhoudende en schisteuze grijze "mudstone" met vele sporen van bioturbatie en met intervals van ietwat siltige tot zeer fijnkorrelige mariene zandsteen. Halverwege het stratigrafisch profiel komen concreties en exotische "lonestones" en glendoniet voor. Glendoniet is een pseudomorfose van calciet naar glauberiet. De ouderdom van de formatie werd bepaald op Aptien tot Albien (Onder Krijt) door middel van palynologisch onderzoek en door onderzoek van de in de formatie aanwezige dinoflagellaten (Strzelecki, 1995). 
De Bulldog Shale maakt deel uit van de Rolling Downs Group (Laura-Lakefield,- Carpentaria,- Surat,- en Eromanga Basin) en de Marree Subgroup (Eromanga Basin) en heeft één "member"; de Wilpoorinna Breccia Member.